# 타카 (식물)
타카(학명: Tacca leontopetaloides 타카 레온토페탈로이데스[*])는 마과의 여러해살이 식물이다. 아시아(남아시아, 동남아시아), 아프리카(남아프리카, 동아프리카, 서아프리카, 중앙아프리카), 오세아니아의 열대 지역에 분포한다. 원산지는 해양 동남아시아이며, 선사시대(BP 5,000년 경)에 오스트로네시아인들이 미크로네시아, 폴리네시아, 마다가스카르 등 다른 열대 지역으로 전파했다. 마와 비슷한 뿌리채소로, BP 3,000~2,000년 경에 팔라우의 라피타 유적지에서 재배된 작물로 밝혀졌으며, 이후에 남인도와 스리랑카 등지에 무역을 통해 도입되기도 했다. 저지대나 환초에서도 재배가 가능했기 때문에 식용 작물이 귀한 태평양의 작은 섬 지역에서는 중요한 주식 작물로 여겨졌으며, 열대둥근마나 토란 등을 주식 작물로 재배한 큰 섬에서는 들에서 자라는 구황작물로 여겨졌다.

## 사진 갤러리

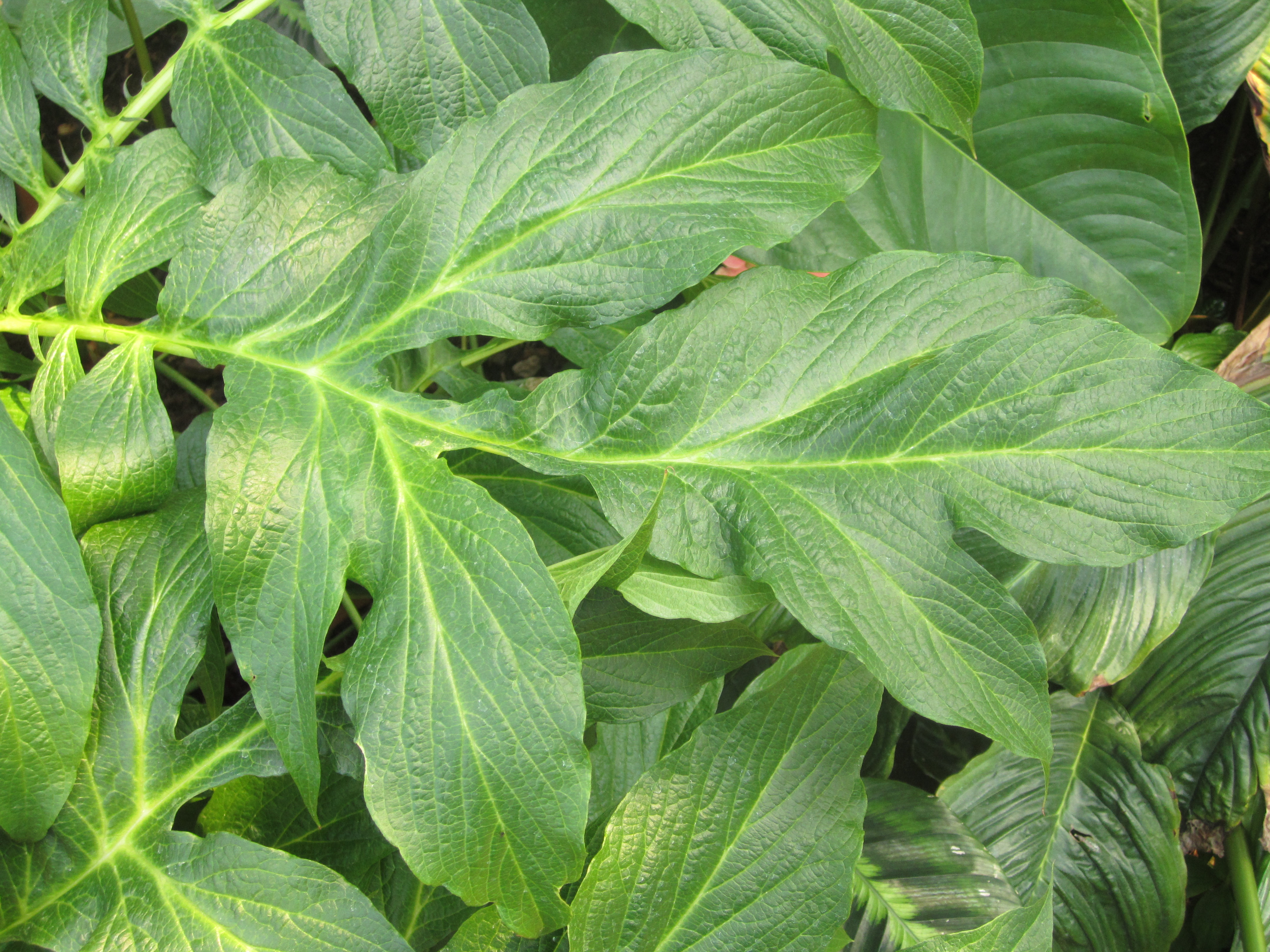
잎
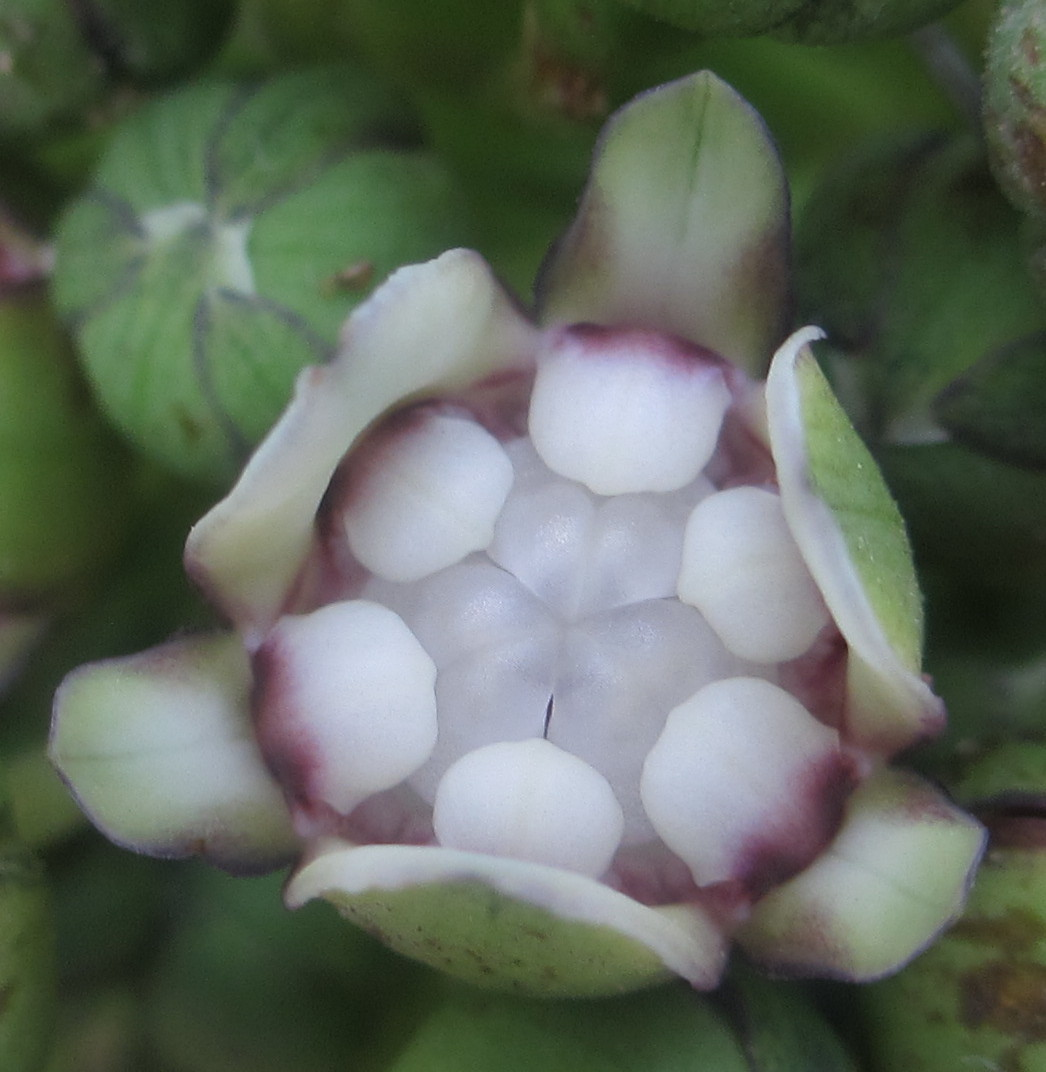
꽃
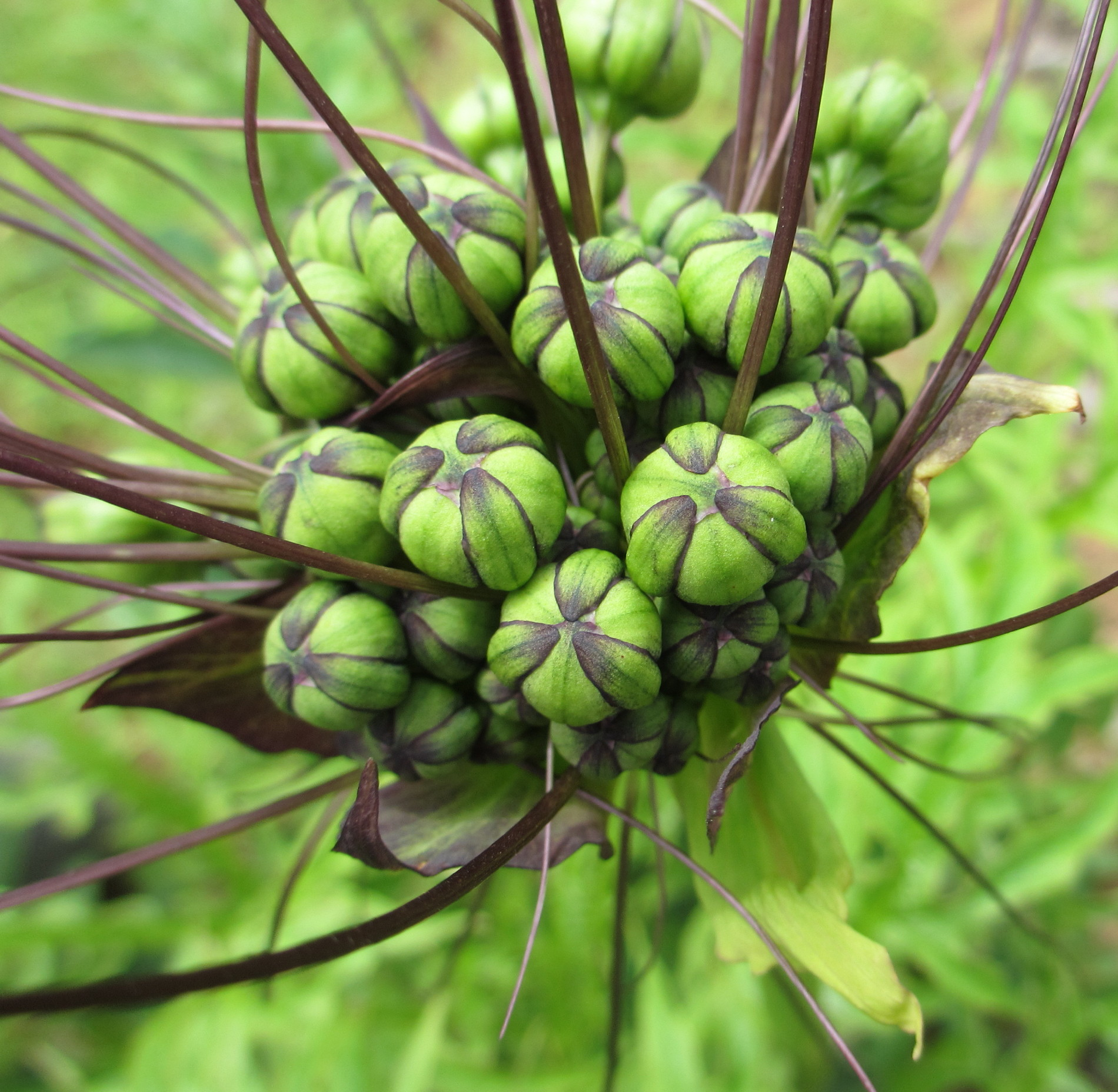
꽃차례
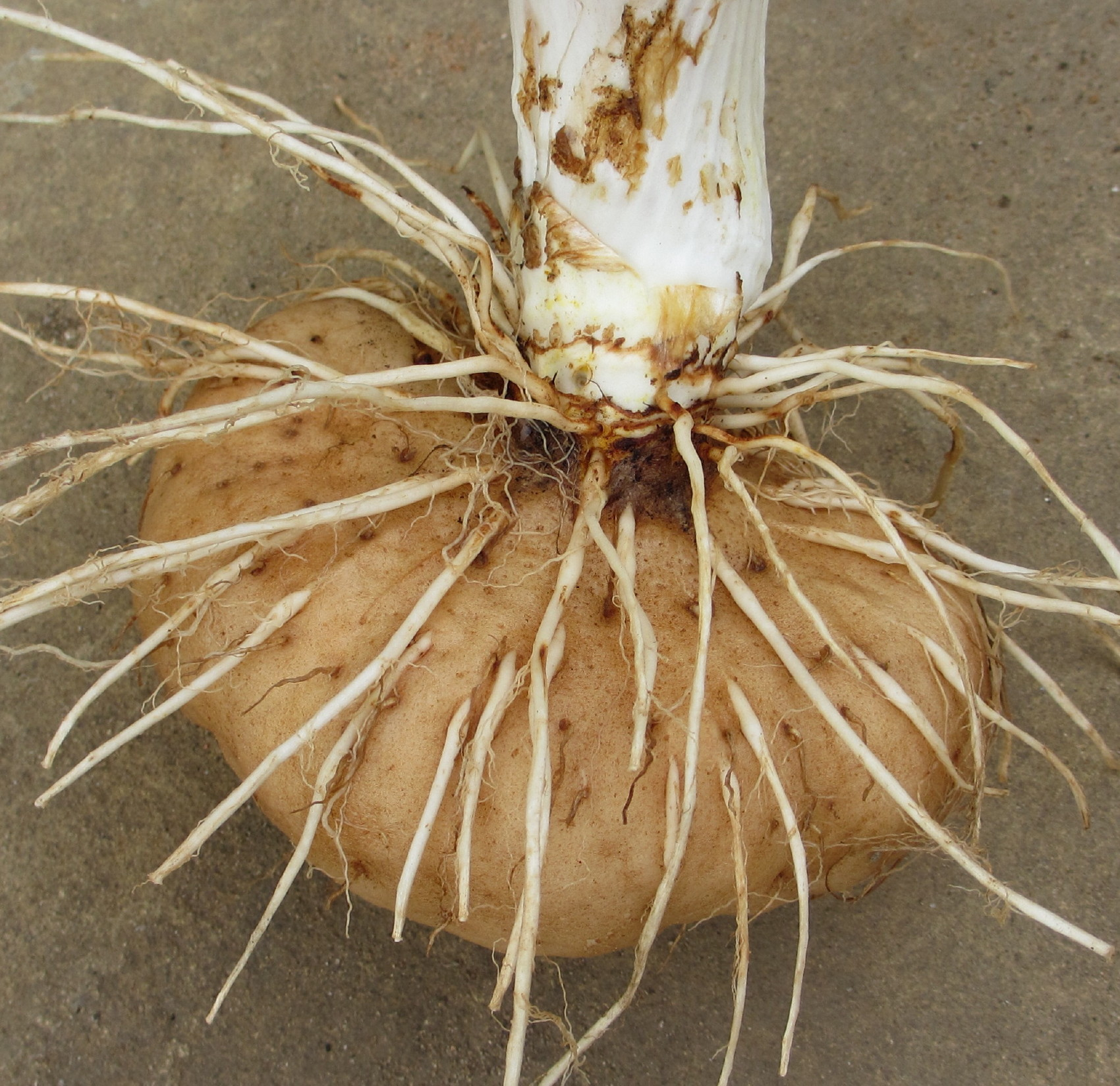
뿌리